# Fernando González Muñoz
Fernando González Muñoz es un militar colombiano, quien se desempeñó como Intendente de Arauca entre 1989 y 1990.

## Biografía
Se graduó como subteniente de la Escuela Militar de Cadetes General José María Córdova en 1964. Así mismo, estudió Administración de Empresas en la Escuela Superior de Administración Pública y Negocios Internacionales en la Universidad Jorge Tadeo Lozano. Posee una Maestría en Administración de Seguridad de la Universidad Militar Nueva Granada.
Durante su carrera militar se desempeñó puestos administrativos como Gerente de Importaciones del Ejército Nacional (1975-1979), Director de Armamento del Ejército, Jefe de Finanzas del Ministerio de Defensa e Inspector Delegado. Más adelante se desempeñó como Comandante del Batallón de Servicios No. 14 de la Brigada 14 de la Séptima División del Ejército (1984) y Comandante de la Escuela Logística del Ejército (1988).
Siendo Jefe del Departamento de Logística del Ejército, en mayo de 1989 fue designado Intendente (Gobernador) de Arauca por el presidente Virgilio Barco Vargas. Su nombramiento respondió al recrudecimiento de la violencia armada impulsada por la guerrilla Ejército de Liberación Nacional. Durante su gobierno conformó un gabinete de unidad con todas las fuerzas políticas de la Intendencia, además de lograr pacificar temporalmente la región. Ocupó el cargo hasta octubre de 1990,cuando renunció forzado por una oleada de agitación social promovida por la Unión Patriótica.
Después de su paso por la Intendencia de Arauca ocupó los cargos de Subintendente General del Ejército (1991) e Intendente General del Ejército (1993-1994), puesto encargado de la supervisión de las finanzas del Ejército. Así mismo, fue profesor de la Universidad Jorge Tadeo Lozano y de la Escuela Superior de Guerra. Ascendido a General en 1992, su último puesto fue de Jefe de Personal de las Fuerzas Militares de Colombia (1994-1995), antes de retirarse en 1996.
Tras su retiro se desempeñó como consultor y asesor de seguridad de múltiples compañías petroleras en Colombia, así como miembro de la Asociación Colombiana del Petróleo.